# LOL: Last One Laughing
LOL: Last One Laughing è stata una serie televisiva messicana prodotta e distribuita da Prime Video. Basata sul format omonimo, ne sono state prodotte sette stagioni.

## Regolamento
10 comici vengono chiusi per 6 ore in una casa con tante telecamere con le quali il conduttore (Eugenio Derbez) e in alcuni casi un eliminato guardano e commentano cosa accade nella casa. Nella casa i dieci comici trovano oggetti divertenti (costumi, bombole di elio, gadget buffi) con i quali devono cercare di fare ridere i concorrenti. Quando uno dei concorrenti ride il timer di 6 ore si interrompe e si ammonisce chi ha riso: alla prima ammonizione si riceve un cartellino giallo e alla seconda un cartellino rosso e si è eliminati e l'ultimo che resta vince. In alcuni casi per ridurre i concorrenti si va ad eliminare i meno attivi. Nella prima stagione è successo a ben 4 quattro concorrenti (Michelle Rodríguez, Manu NNa, Carlos Ballarta e Mauricio Barrientos “El diablito”).

## Edizioni

### Prima edizione
La prima stagione è stata prodotta nel 2018. Ognuno dei 10 concorrenti ha versato 100.000 pesos, ormando un montepremi totale di un milione di pesos. La prima edizione è stata vinta da Alex Montiel, noto anche come "el Escorpion dorado".
I concorrenti sono stati:
| Nome                | Posizione | Puntata in cui è eliminato |
| ------------------- | --------- | -------------------------- |
| Alex Montiel        | 1         | -                          |
| Alex Fernández      | 2         | -                          |
| Mauricio Barrientos | 3         | 6                          |
| Carlos Ballarta     | 4         | 6                          |
| Liliana Arriaga     | 5         | 5                          |
| Manu NNa            | 6*        | 4                          |
| Michelle Rodríguez  | 6*        | 4                          |
| Daniel Sosa         | 8         | 4                          |
| Alfonso Borbolla    | 9         | 4                          |
| Alexis de Anda      | 10        | 2                          |

*Eliminati insieme in quanto meno attivi nelle prime 4 ore.